# كاترين كالتريدج
كاترين كالتريدج (بالإنجليزية: Katrin Cartlidge)‏ هي ممثلة بريطانية، ولدت في 15 مايو 1961 بلندن في المملكة المتحدة، وتوفيت بنفس المكان في 7 سبتمبر 2002 بسبب إنتان.

## أعمال

### أفلام
- (1999) توبسي ترفي
- (2001) الأرض المحايدة[5]
- (2001) من الجحيم[6]

## وصلات خارجية
- كاترين كالتريدج على موقع IMDb (الإنجليزية)
- كاترين كالتريدج على موقع روتن توميتوز (الإنجليزية)
- كاترين كالتريدج على موقع قاعدة بيانات الأفلام العربية
- كاترين كالتريدج على موقع ألو سيني (الفرنسية)
- كاترين كالتريدج على موقع أول موفي (الإنجليزية)
- كاترين كالتريدج على موقع قاعدة بيانات الأفلام السويدية (السويدية)
- كاترين كالتريدج على موقع إن إن دي بي (الإنجليزية)
- كاترين كالتريدج على موقع قاعدة بيانات الفيلم (الإنجليزية)
- كاترين كالتريدج على موقع كينوبويسك (الروسية)